# Roland Beauvois
Roland Georges Beauvois (Bergen, 7 april 1920 - Bierges, 12 februari 2015) was een Belgisch econoom, directeur van de Nationale Bank van België en hoogleraar aan de Université libre de Bruxelles.

## Biografie
Roland Beauvois behaalde in 1940 het diploma van licentiaat in de economische wetenschappen aan de Université libre de Bruxelles. In 1941 ging hij aan de slag bij de Nationale Maatschappij voor Krediet aan de Nijverheid. Tijdens de Tweede Wereldoorlog en de Duitse bezetting was hij verzetslied. In 1943 werden Beauvois en zijn vrouw gearresteerd door de Gestapo. Ze werden enkele weken later vrijgelaten onder voorwaarden en doken onder tot de bevrijding.
In 1945 ging hij aan de slag bij de studiedienst van de Nationale Bank van België. Hij werd benoemd tot inspecteur-generaal in 1959, adjunct-directeur in 1961 en was van 1965 tot 1987 directeur van de bank. In de jaren 1970 en 1980 was Beauvois - meer dan gouverneur Cecil de Strycker - de economische spreekbuis van de Nationale Bank in een periode dat de Belgische economie in een diep dal zat. Hij werkte in 1981 in opdracht van premier Wilfried Martens (CVP) mee aan het uitwerken van een schoktherapie. Beauvois was echter gekant tegen een devaluatie van de Belgische frank, die de regering in 1982 toch doorvoerde buiten de Nationale Bank om. Hij werd tot de socialistische signatuur gerekend.
Vanaf 1952 was Beauvois assistent van Ben-Serge Chlepner aan de ULB. In 1960 verving hij hem als docent. In 1962 werd hij buitengewoon hoogleraar en in 1965 gewoon hoogleraar. Hij doceerde er onder meer monetaire theorie aan de École commerce de Solvay. In 1987 ging hij met emeritaat.
Hij was lid van de vrijmetselaarsloge Prométhée.